# Guelendeng
Guelendeng est une petite ville du Tchad au bord du fleuve Chari.
Elle est le chef-lieu du département du Mayo-Lémié.

## Géographie
Guelendeng est situé au bord de l'axe principal entre Bongor et N'djamena. La distance entre Guelendeng -Bongor est 80 Km et entre Guelendeng-N'djamena est 153 Km.

## Administration
Liste des maires :